# Anne Charlotte Alixand de Montceau
 (mars 2021).
Anne Charlotte Alixand de Montceau, née le 28 février 1758 au finage Decize (Nièvre), et morte au même lieu le 23 juillet 1845, est une femme de lettres française.

## Biographie
Elle est la fille de Pierre Robert Alixand de Montceau, licencié en droit, juge au présidial de Saint-Pierre-le-Moûtier, riche propriétaire foncier à Decize, Nevers et Garchizy et de son épouse Jeanne Marguerite Amiot (1732) d'une famille aisée, implantée à Autun et Moulins-Engilbert.
Au début de l'année 1777, Pierre Robert Alixand devient conseiller du Roi en sa capitainerie des Chasses du Louvre, grâce au duc de La Vallière, familier du roi Louis XV en sa qualité d'organisateur de ses chasses. Le duc protège Pierre Robert Alixand, car il a des vues de « mariage avantageux » sur la jeune Anne Charlotte, âgée de 18 ans et placée dans le couvent du Petit-Luxembourg. Il adresse pendant un an et demi un abondant courrier à la jeune demoiselle qui laisse penser qu'il s'agit bien d'une liaison amoureuse.
Le duc meurt le 16 novembre 1780 et dans son testament laisse une rente annuelle de 3 000 livres à celle qu'il nomme comme étant « son bel enfant ». En février 1781, Anne Charlotte est à Nevers, enceinte, non du duc, mais du comte Jean-Baptiste Charles Trutié de Varreux, jeune officier de cavalerie. Les deux familles s'opposant au mariage, les amoureux s'enfuient à Paris, menant une vie de plaisirs, dépensant sans compter. Le scandale éclate. Un ami de la famille Alixand, l'abbé Septier de Rigny, intervient, ainsi que le tuteur de la jeune fille Jean Dominique Chaillot et un mariage discret est conclu le 9 mai 1781 à Fontenay-sous-Bois. L'enfant qui va naître décédera peu après sa naissance.
Le couple regagne le Nivernais, où il va vivre quelques années. Le comte de Trutié de Varreux, devient lieutenant général de la châtellenie de Decize, fréquent le loge maçonnique de Nevers. Il fait refaire ses terriers et son épouse lui donnera :
- Jean Léger Carloment Trutié de Varreux 1782-1782
- Louise Françoise Aglaé Trutié de Varreux 1783 qui épouse en l'an VI Pierre Schmidt
- Pierre Robert Julien Trutié de Varreux 1784-1814
- Jean ou Joseph Hyppolite Trutié de Varreux 1785-1847
- Jean-Baptiste Pierre Charles Trutié de Varreux 1787-1812
- Eulalie Trutié de Varreux 1789-1789

En mai 1789, Jean-Baptiste Charles embarque pour Saint-Domingue, où il a hérité de plantations. Son épouse ne savait pas qu'elle ne le reverrait jamais. Il ne rentrera pas en France, refaisant sa vie à Londres avec une Anglaise et fera de l'espionnage au service de roi d'Angleterre pendant de nombreuses années. Elle apprendra cela par l'un de ses fils en 1818.
Trutié de Varreux est condamné à mort par contumace, décrété émigré et ses biens sont mis sous séquestre. Afin de ne pas être accusée de complicité, Anne Charlotte divorce le 19 octobre 1793. Elle est la première femme divorcée de Decize. Tous ses biens furent vendus aux enchères au bénéfice du district de Decize. Elle touche une petite pension des autorités qui lui permet de survivre avec ses enfants dans sa maison de la Grand'Rue ou au domaine de Villecourt.
En mars 1802, elle  envoie au tribunal correctionnel de Nevers un dossier important connu sous le titre d'Exposé général des faits, torts et griefs contre Pierre Scmidt son gendre et son frère Alexandre Schmidt, mémoire rédigé par son avocat Blondat considéré par la critique comme une véritable œuvre littéraire. La jeune Louise Françoise Aglaé épouse en l'an VI un homme supposé riche Pierre Schmidt, héritier  de la Verrerie de Fours. Ce garçon dépensier était un vantard, fanfaron et profiteur. Roublard, il décide de mettre main basse sur les biens de sa belle-mère. Allant même jusqu'à organiser deux attentats contre elle. Avec son frère, ils pillent le domaine de Villecourt, ce dernier essayant de séduire Anne Charlotte et de répandre des bruits infamants pour entacher sa réputation.
Ses trois fils font les guerres napoléoniennes et deux meurent au combat. Seul le troisième échappe à la mort. De retour à Decize, il est instituteur public. Anne Charlotte passe sa vie en procès et meurt le 23 juillet 1845 à Decize.